# 7206 Shiki
7206 Shiki este un asteroid din centura principală de asteroizi.

## Descriere
7206 Shiki este un asteroid din centura principală de asteroizi. A fost descoperit pe 18 august 1996 la Kuma Kogen de Akimasa Nakamura. El prezintă o orbită caracterizată de o semiaxă mare de 3,02 ua, o excentricitate de 0,09 și o înclinație de 10,9° în raport cu ecliptica.